# Kooraste Suurjärv
Suurjärv är en sjö i sydöstra Estland. Suurjärv är ett vanligt sjönamn i Estland som betyder 'Storsjön'. Därför kallas den också Kooraste Suurjärv efter den närliggande byn Kooraste för att skilja den från andra sjöar med samma namn. 
Suurjärv ligger i Kanepi kommun i landskapet Põlvamaa, 200 km sydost om huvudstaden Tallinn. Arean är 42 hektar och den är belägen 115 meter över havet. Såväl tillflöde som utflöde utgörs av ån Pühäjõgi, ett västligt högerbiflöde till Võhandu jõgi som är Estlands längsta flod och mynnar i sjön Peipus. Därtill tillförs sjön vatten av Loku oja och Alopi oja.
Suurjärv är den största av Koorastesjöarna (estniska: Kooraste järved). Sjösystemet består av två dalgångar som möts där Suurjärv ligger. Den ena dalgången består, från nordöst till sydväst, av sjöarna Mudsina järv, Kõvvõrjärv, Linajärv, Suurjärv och Uiakatsi järv. Den andra dalgången följer ån Pühäjõgi från väst till öst och består av Vidrike järv, Voki järv, Lambahanna järv, Nahajärv, Sinikejärv, Lubjaahujärv, Liinu järv, Pikkjärv, Vaaba järv, Hatsikõ järv och Suurjärv. Området ligger i Otepää högland.